# 슬로베니아 U-17 축구 국가대표팀
슬로베니아 U-17 축구 국가대표팀(슬로베니아어: Slovenska nogometna reprezentanca do 17 let)은 슬로베니아를 대표하는 17세 이하의 축구 국가대표팀으로, 슬로베니아의 축구 관리 기관인 슬로베니아 축구 협회의 관리를 받는다. UEFA U-17 축구 선수권 대회에 2012년부터 참가하여 총 4번 참가했다.